# Tharot
Tharot es una comuna francesa situada en el departamento de Yonne, en la región de Borgoña-Franco Condado.

## Demografía
| 95 | 91 | 107 | 102 | 115 | 111 | 106 |
| Para los censos de 1962 a 1999 la población legal corresponde a la población sin duplicidades (Fuente: INSEE [Consultar]) |    |     |     |     |     |     |